# مجبل المالكي
مُجْبِل لازم مُسْلِم المالكي (1949) عالِم مكتبي وشاعر عراقي. ولد في مدينة البصرة. حصل على الإجازة في اللغة العربيّة وآدابها من جامعة البصرة عام 1974، والماجستير في المكتبات والمعلومات من جامعة بيتسبرغ في الولايات المتّحدة الأمريكية. عمل مدرّسًا بقسم علم المكتباب في كليّة الآداب في جامعة البصرة. من دواوينه الشعرية سور البصرة 1987 وشموخ العناقيد 1988 والمرفأ الشعري 1977 وقصائد لملحمة الفاو 1988 ووراء المتاريس يقيم الشعراء 1988 وشعراء النخل 1989 وهذه الدواوين الأربعة بالاشتراك.

## سيرته
ولد مجبل لازم مسلم المالكي سنة 1949م/ 1369 هـ في مدينة البصرة. حصل على بكالوريوس آداب لغة عربية من جامعة البصرة سنة 1974. وماجستير مكتبات ومعلومات من جامعة بستبرغ بالولايات المتحدة الأميركية. 

عمل مدرسًا بقسم علم المكتبات والمعلومات بكلية الآداب في جامعة البصرة. نشر العديد من البحوث والدراسات في حقل المكتبات والمعلومات والأدب في المجلات المتخصصة العراقية والعربية.

## مؤلفاته
من دواوينه الشعرية:
- سور البصرة، 1987
- شموخ العناقيد، 1988
- المرفأ الشعري، مشترك، 1977
- قصائد لملحمة الفاو، مشترك،1988
- وراء المتاريس يقيم الشعراء، مشترك مع إياد عبد المجيد إبراهيم ،1988
- شعراء النخل، مشترك، 1989

من مؤلفاته:
- الحرب العراقية الإيرانية، بالاشتراك
- فهرست المخطوطات العربية، بالاشتراك
- المكتبات العامة، 2000
- المكتبات الرقمية وتقنية الوسائط المتعددة، 2005
- المكتبات العامة، 2000

## وصلات خارجية
- في موقع أرشيف المجلات